# Cruiser
Pour les articles homonymes, voir Cruiser (homonymie).
 (mai 2024).

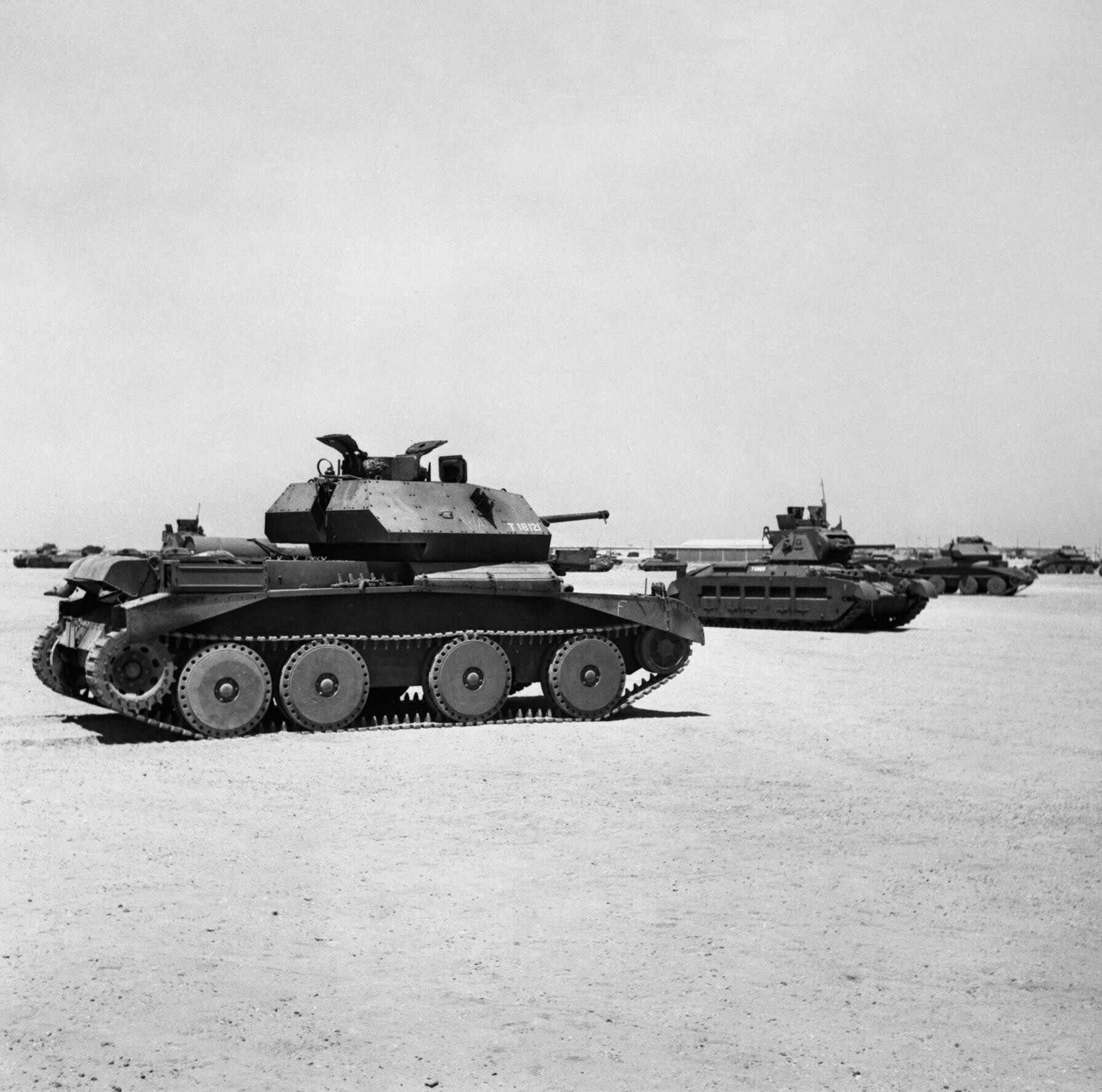
Cruiser IV en Égypte le 5 septembre 1941. À l'arrière-plan, un char Matilda Mark II.

Les chars Cruiser sont une série de chars d'assaut britanniques conçus durant l'entre-deux-guerres. Les chars Cruiser sont rapides et mobiles et destinés à opérer indépendamment de l'infanterie et des chars d'infanterie ou des chars de rupture, plus lourds. 
Ce concept est à la base de plusieurs blindés de type chars rapides utilisés durant la Seconde Guerre mondiale.

## Caractéristiques
Une fois que des brèches sont ouvertes dans le front ennemi par les chars d'infanterie, les Cruiser doivent s'y engouffrer pour attaquer les lignes d'approvisionnement et de communication à l'arrière, selon les théories de Percy Hobart et Liddell Hart. Leur vitesse est donc un facteur critique, et pour cette raison les premiers chars Cruiser sont peu armés et mal blindés. L'attention portée au blindage est faible, faute de conscience à cette époque qu'un tel véhicule ne peut survivre sur un champ de bataille moderne. 
Un problème encore plus grave est le faible calibre de leur canon. La plupart sont armés du canon anti-char Ordnance QF 2 pounder (40 mm), qui a le meilleur pouvoir pénétrant de l'époque, mais ne dispose pas de munitions à haut pouvoir explosif. Cela rend les Cruisers vulnérables aux canons antichars cuirassés. Cependant, comme combattre les chars ennemis fait partie de leur rôle prévu, les Cruisers sont les premiers tanks à bénéficier du nouveau canon Ordnance QF 6 pounder (57 mm), et beaucoup d'efforts sont faits (en vain) pour créer un Cruiser équipé du canon Ordnance QF 17 pounder (76 mm).
Ironiquement, la plupart des Cruisers souffrent d'une mécanique peu fiable, problème causé par une durée de développement trop courte, beaucoup d'entre eux passant directement de la planche à dessin à la production. Ce problème n'est véritablement résolu qu'en 1944, avec le Cruiser Cromwell et son moteur Rolls-Royce Meteor puissant et fiable.

## Histoire
Les Cruisers comprennent :

Chars Cromwell aux Pays-Bas le 30 septembre 1944.

- le Cruiser Mk I (A-9) construit entre 1937 et 1941,
- le Cruiser Mk II (A-10) construit entre 1938 et 1941,
- le Cruiser Mk III (A-13 Mk I) construit entre 1938 et 1941,
- le Cruiser Mk IV (A-13 Mk II) construit entre 1939 et 1941,
- le Cruiser Mk V Covenanter (A-13 Mk III) construit entre 1939 et 1942,
- le Cruiser Mk VI Crusader (A-15) construit entre 1940 et 1943,
- le Cruiser Mk VII Cavalier (A-24) construit entre 1942 et 1943,
- le Cruiser Mk VIII Centaur/Cromwell (A-27) construit entre 1943 et 1944,
- le Cruiser Mk VIII Challenger/Avenger (A-30) construit entre 1943 et 1945,
- le Cruiser Comet (A-34) construit entre 1944 et 1945.

Les premiers Cruiser sont utilisés durant la bataille de France, en Grèce et en Afrique du Nord. Les Cruiser Mk III et Cruiser Mk IV sont les premiers à bénéficier de la suspension Christie, après que des officiers britanniques eurent observé des manœuvres de chars soviétiques BT en 1936 (russe : Быстроходный танк, bystrokhodniy tank : « tank rapide »).
Au début de la Seconde Guerre mondiale, le Crusader est le Cruiser le plus utilisé, notamment durant la guerre du désert. Le Centaur, le Cromwell et le Comet entrent en service plus tard. Le Centaur et le Cromwell connaissent leur baptême du feu au cours de la bataille de Normandie et le Comet au début de 1945. À ce moment de la guerre, leur puissance de feu et leur blindage ne les distinguent plus des autres chars de combat.
Au cours de la guerre, les progrès technologiques ont en effet permis à des chars plus lourds d'atteindre des vitesses comparables aux leurs, ce qui rend le concept obsolète. Le dernier char Cruiser est le Centurion, conçu comme un « Cruiser lourd », combinant la mobilité originelle avec le blindage d'un char d'infanterie. Cette idée, et le Centurion lui-même, évoluèrent alors vers le concept de « char polyvalent », un seul modèle bon pour tout. Le Centurion est le premier char polyvalent de l'après-guerre.